# Hans-Johann Färber
Hans-Johann Färber (20 de abril de 1947) es un deportista alemán que compitió para la RFA en remo.
Participó en tres Juegos Olímpicos de Verano entre los años 1968 y 1976, obteniendo dos medallas, oro en Múnich 1972 y bronce en Montreal 1976. Ganó tres medallas en el Campeonato Mundial de Remo entre los años 1970 y 1975, y tres medallas en el Campeonato Europeo de Remo entre los años 1967 y 1971.

## Palmarés internacional
| Juegos Olímpicos   | Juegos Olímpicos         | Juegos Olímpicos  | Juegos Olímpicos   |
| Año                | Lugar                    | Medalla           | Prueba             |
| ------------------ | ------------------------ | ----------------- | ------------------ |
| 1972               | Múnich (RFA)             | Medalla de oro    | Cuatro con timonel |
| 1976               | Montreal (Canadá)        | Medalla de bronce | Cuatro con timonel |
| Campeonato Mundial |                          |                   |                    |
| Año                | Lugar                    | Medalla           | Prueba             |
| 1970               | St. Catharines (Canadá)  | Medalla de oro    | Cuatro con timonel |
| 1974               | Lucerna (Suiza)          | Medalla de bronce | Cuatro con timonel |
| 1975               | Nottingham (Reino Unido) | Medalla de bronce | Cuatro con timonel |
| Campeonato Europeo |                          |                   |                    |
| Año                | Lugar                    | Medalla           | Prueba             |
| 1967               | Vichy (Francia)          | Medalla de bronce | Dos sin timonel    |
| 1969               | Klagenfurt (Austria)     | Medalla de oro    | Cuatro con timonel |
| 1971               | Copenhague (Dinamarca)   | Medalla de oro    | Cuatro con timonel |